# Kościół Niepokalanego Poczęcia Najświętszej Maryi Panny w Naczy
Kościół Niepokalanego Poczęcia Najświętszej Maryi Panny w Naczy – kościół parafialny w Naczy, w dekanacie Raduń, w diecezji grodzieńskiej. Zbudowany w latach 1900-1910 w stylu neoromańskim.

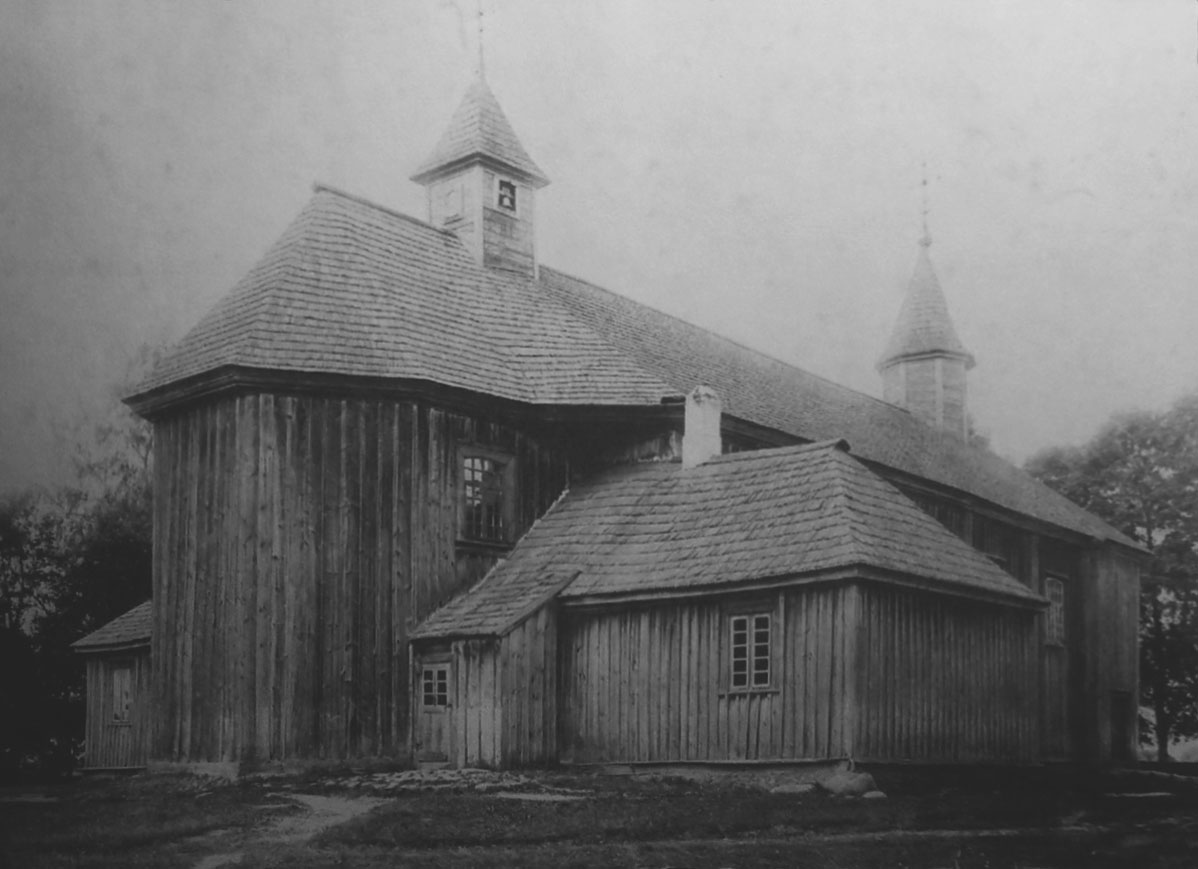
Stary kościół drewniany zbudowany w 1756 roku, zdjęcie z roku 1900, kiedy wydane zostało pozwolenie na budowę nowej świątyni.

## Historia[1]

### Dawne świątynie i budynki
Pierwszy kościół w Naczy stanął w XVI wieku. Maria, wdowa po Januszu Kościewiczu, ufundowała jego budowę w 1529 roku i starała się o utworzenie parafii. Książę Józef Kuczewski w 1756 r. buduje na mejscu starego kościoła nowy - drewniany. W 1891 roku wybudowano plebanię.

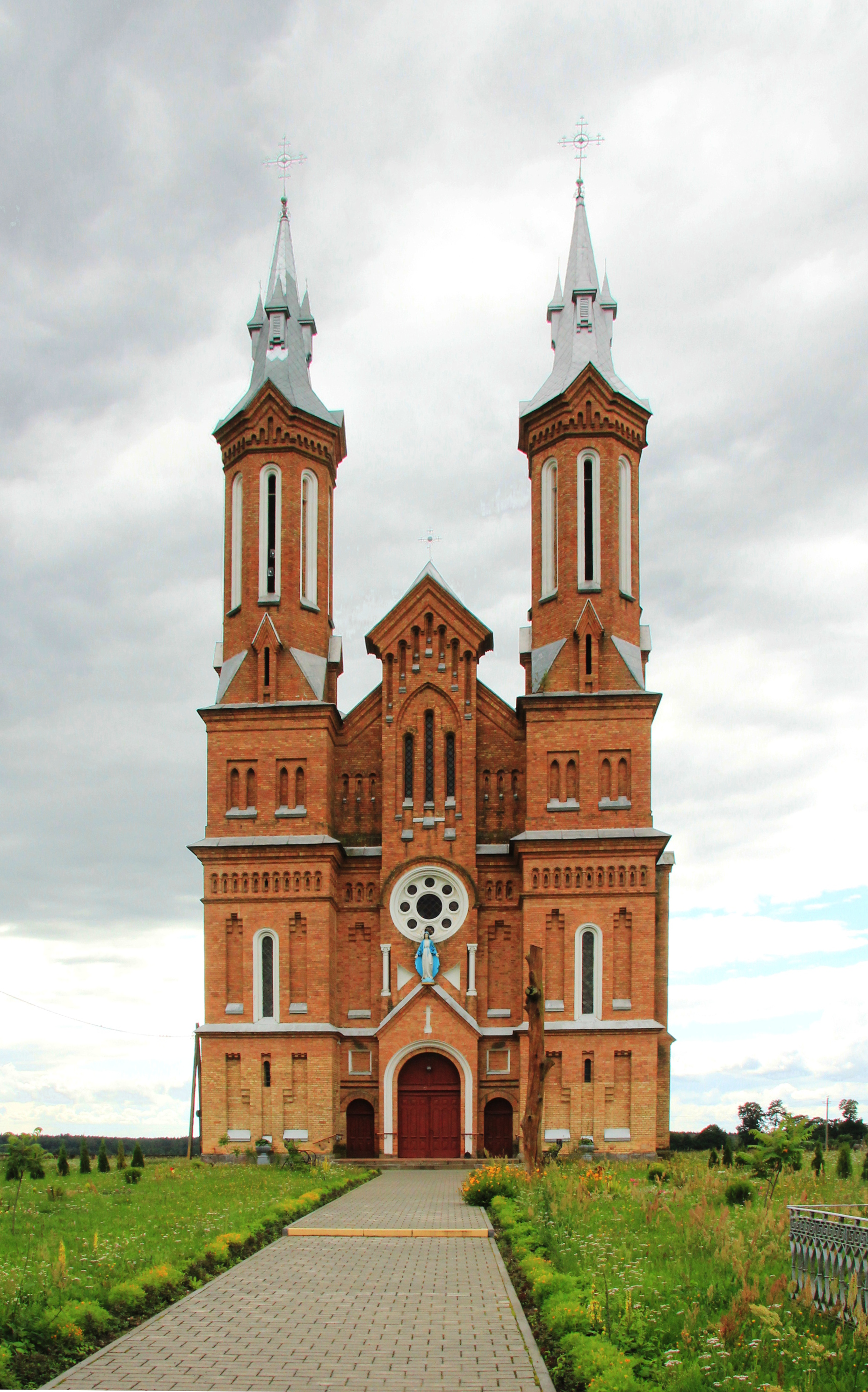

### Obecny kościół
21 kwietnia 1900 r. wydano pozwolenie na budowę nowego kościoła w Naczy. 15 sierpnia 1900 r. kamień węgielny poświęcił ks. Karol Lubianiec, profesor Seminarium Duchownego w Wilnie. Podczas uroczystości św. Apostołów Piotra i Pawła 29 czerwca 1915 r. do kościoła została przywieziona i umieszczona w głównym ołtarzu figura Jezusa Frasobliwego. 29 czerwca 2010 r., z okazji jubileuszu stulecia w kościele została odprawiona Msza pod przewodnictwem grodzieńskiego biskupa diecezjalnego Aleksandra Kaszkiewicza. Homilię w 100. rocznicę zbudowania świątyni wygłosił ks. bp Antoni Dziemianko.

## Galeria

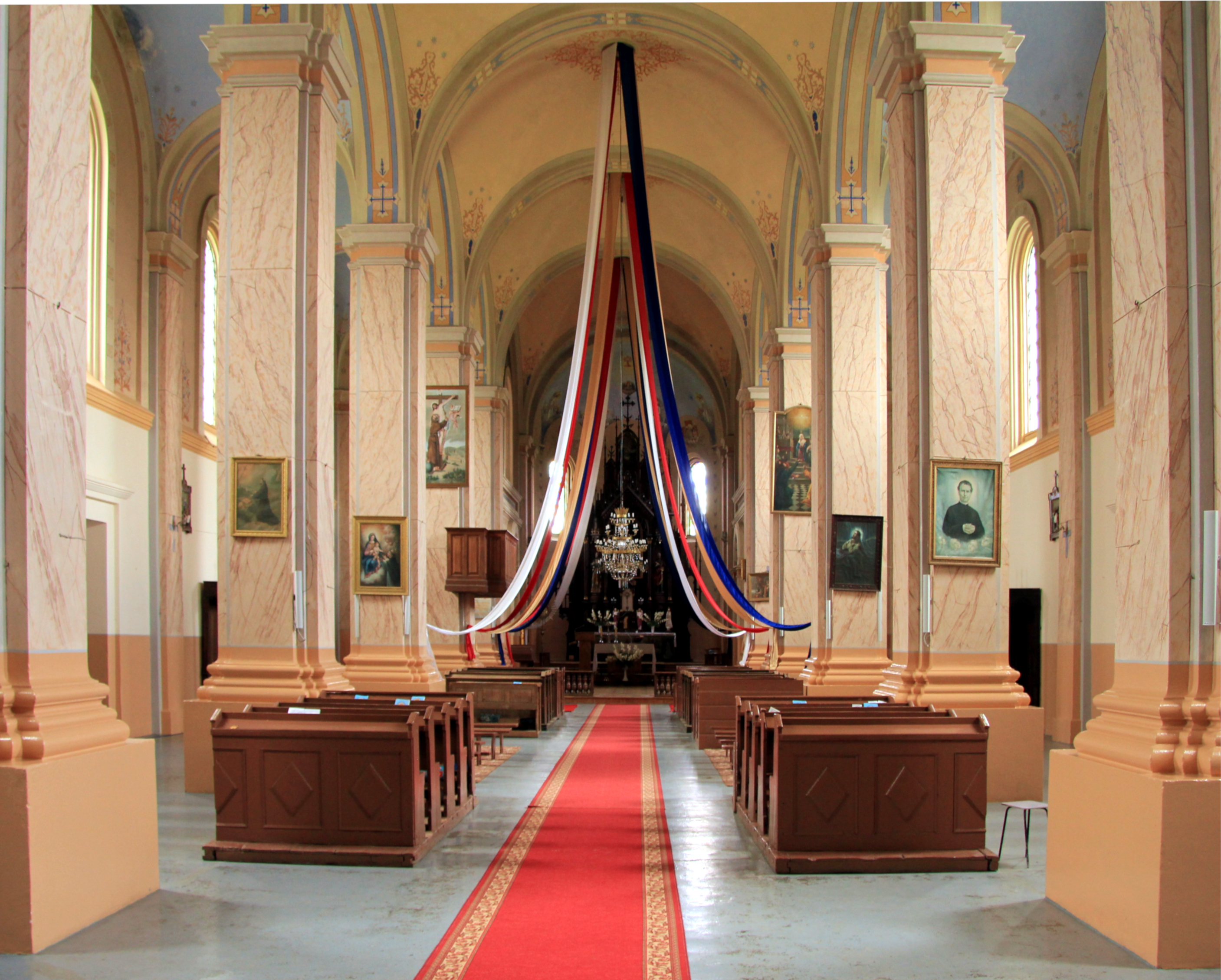
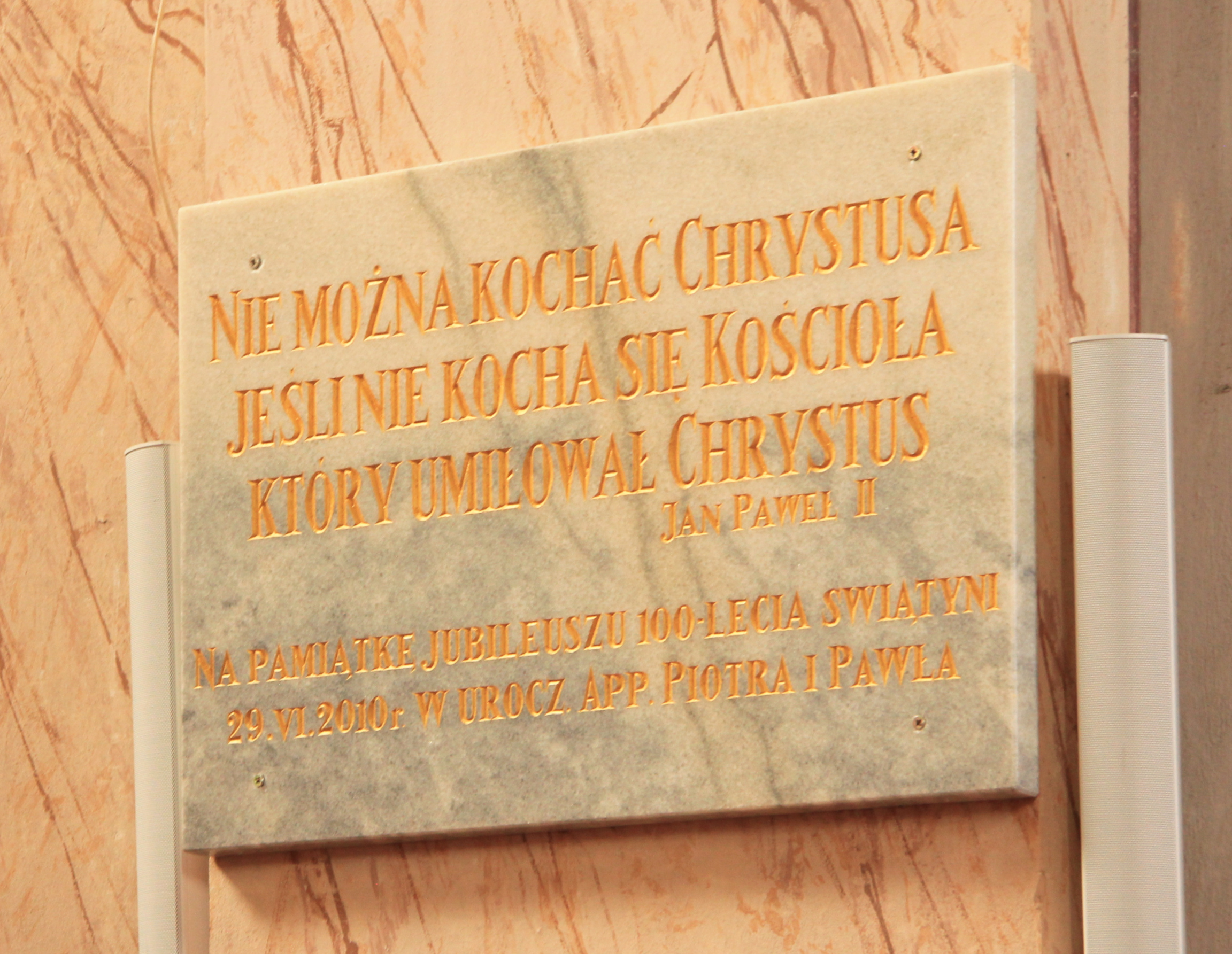
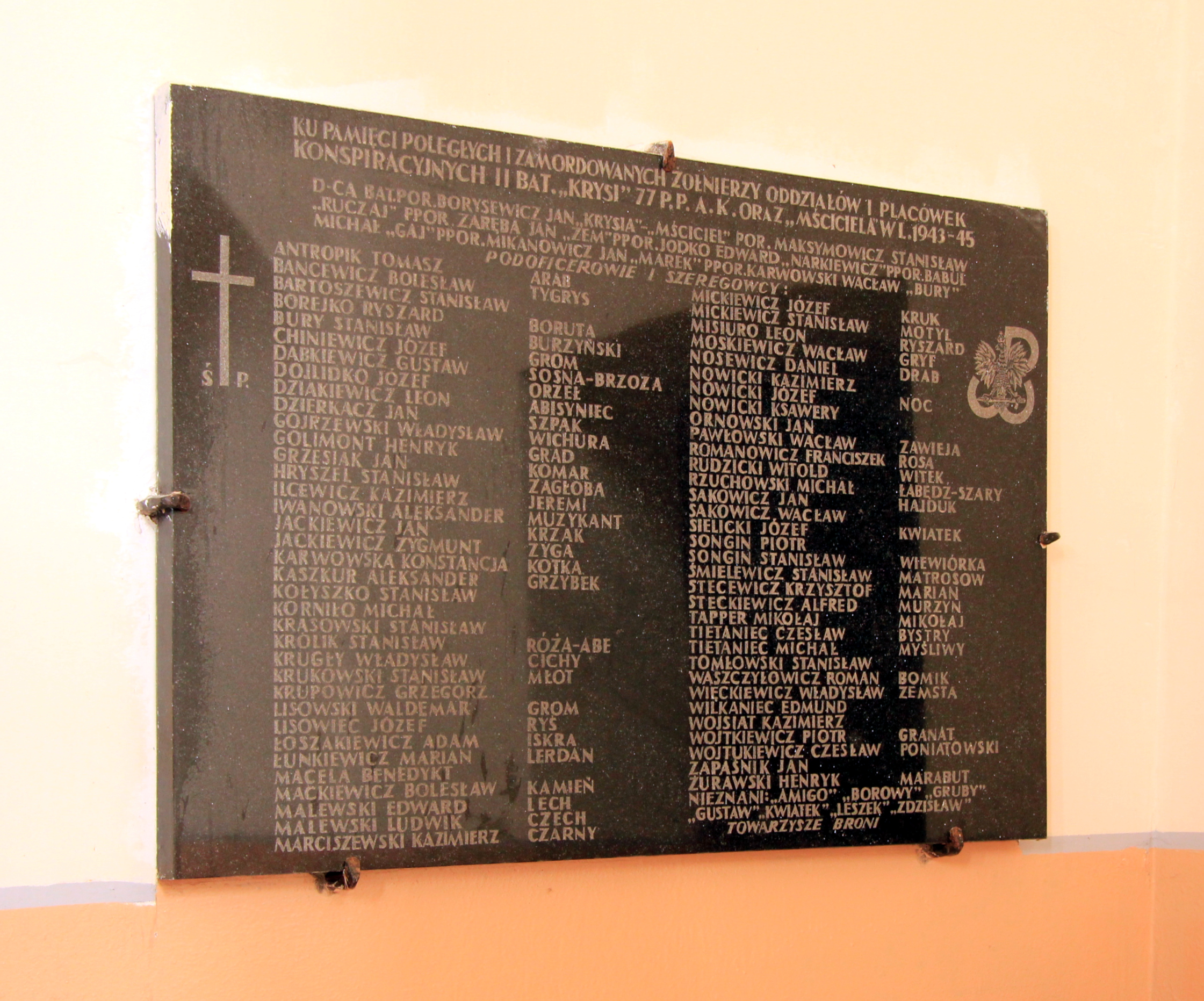
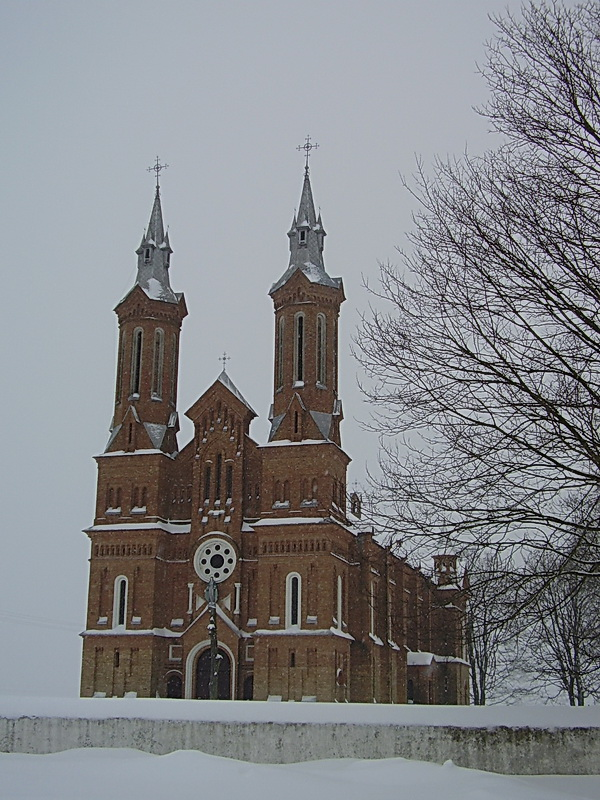
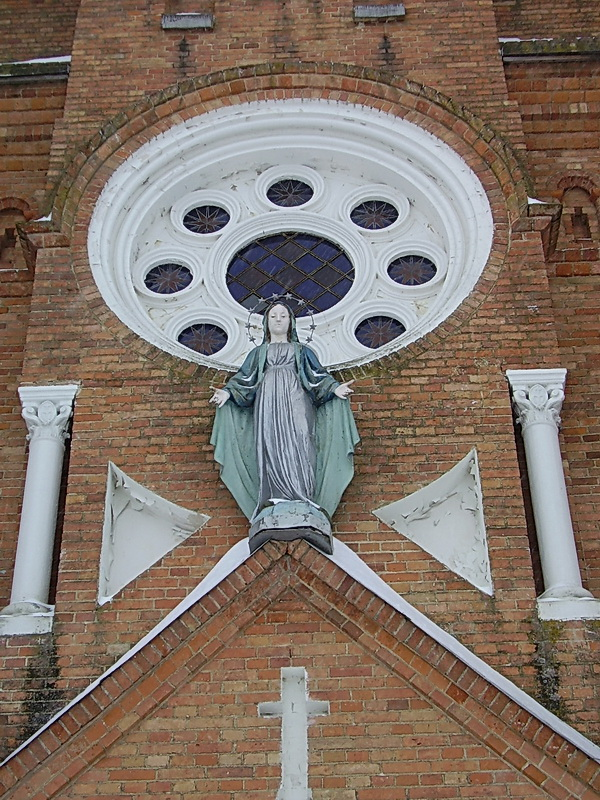
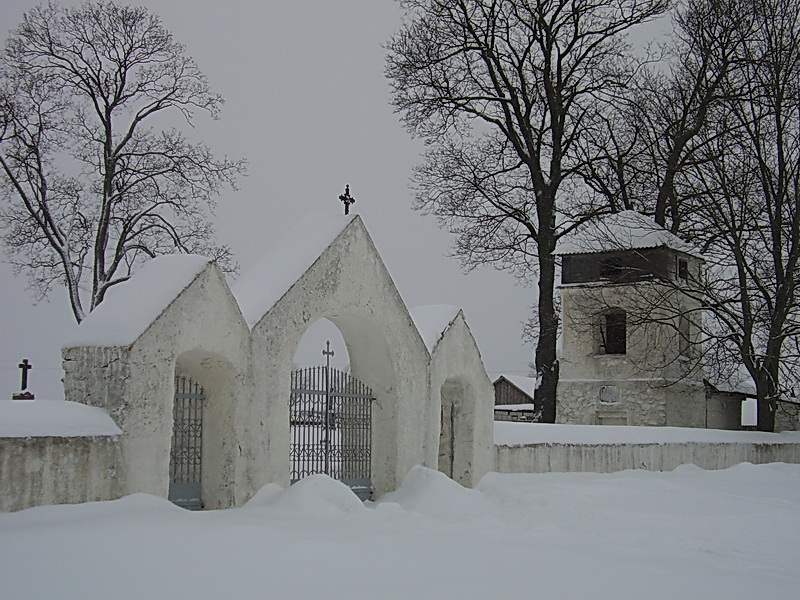
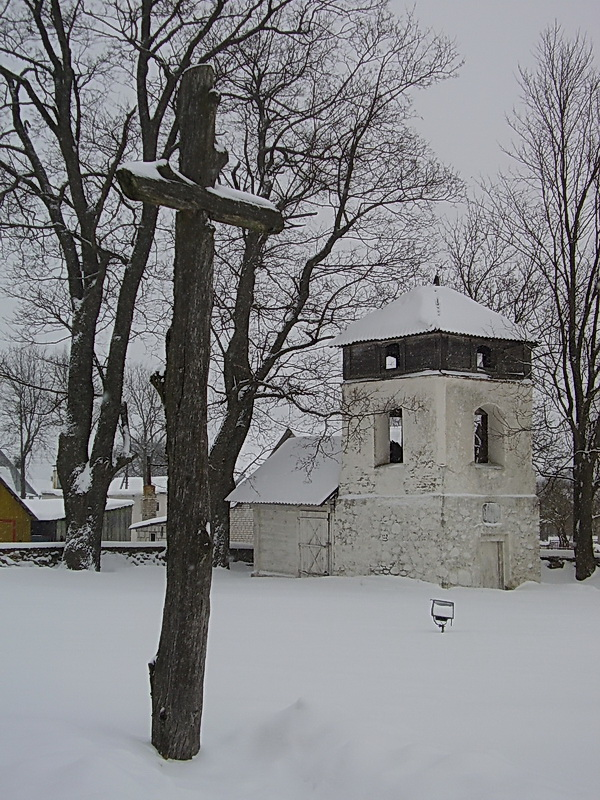
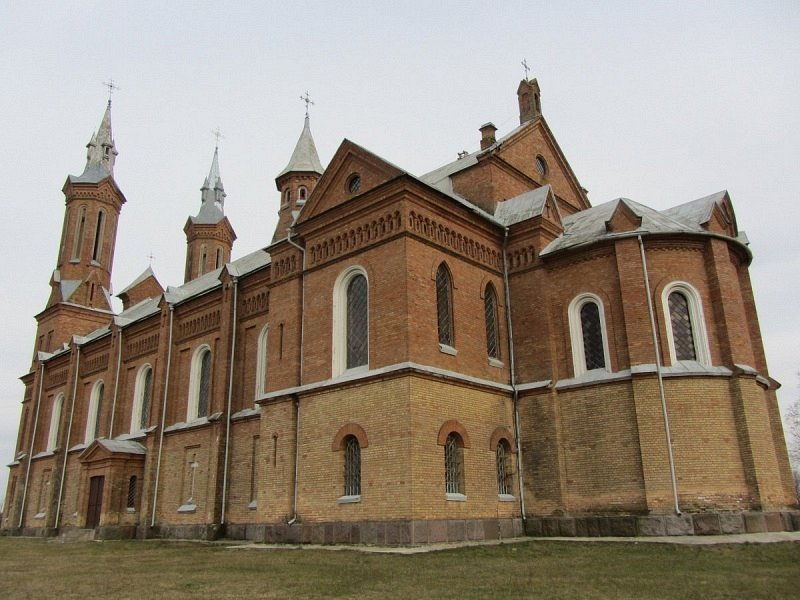